# 犁 (單位)
犁或張犁是臺灣的面積單位。明鄭以來的臺灣開墾者，因多開墾農田，遂是以犁為單位，一張犁為五甲，約等於臺灣日治時期的14,670坪，意即48,496平方公尺。

## 相關地名
清領後期臺灣出現跨地域、大規模、暫時性合作農耕的模式解決農忙時人口不足的問題，導致各地都出現以當地稻田面積爲名的地名。如今的某張、某張犁都是當時以犁爲單位估計的。
- 三張犁（Saⁿ-tiuⁿ-lê）
- 六張犁
- 四張犁（今臺中市北屯區）
- 七張
- 八張犁（今臺北市萬華區加蚋子五角頭之一）
- 九張犁
- 十張犁
- 十四張